# Antonio Gómez de la Torre y Jarabeitia
Antonio Gómez de la Torre y Jarabeitia (Bilbao, 27 de noviembre de 1711-Jaén, 23 de marzo de 1779) fue un religioso español, colegial Mayor de San Ildefonso de Alcalá, canónigo magistral de Sigüenza y Granada; nombrado obispo de Ceuta y por último obispo de Jaén.

## Biografía
Nació en el seno de la ilustre familia Gómez de la Torre, siendo hijo de Bartolomé Ventura Gómez de la Torre y de María Beatriz de Jarabeitia y Urza.